# Frauenhilfsvereinigung
Die Frauenhilfsvereinigung ist eine gemeinnützige Bildungsorganisation für Frauen. Sie ist offiziell ein Teil der Kirche Jesu Christi der Heiligen der Letzten Tage. Sie wurde 1842 in Nauvoo in Illinois gegründet und hat ungefähr 6 Millionen Mitglieder in über 170 Ländern und Territorien. Die Frauenhilfsvereinigung wird von Mitgliedern der Kirche als „eine der ältesten und größten Frauenorganisationen in der Welt“ beschrieben.

## Mission
Das Motto der Frauenhilfsvereinigung kommt von (1 Kor 13,8 ) und ist „Nächstenliebe niemals höret auf.“ Die offizielle Absicht der Frauenhilfsvereinigung ist „Frauen für die Segnungen des ewigen Lebens vorzubereiten, indem man ihnen hilft, ihren Glauben zu stärken; sie zu persönlicher Rechtschaffenheit zu ermuntern; Familien und das Zuhause zu stärken; und denen zu helfen, die Hilfe brauchen.“

## Geschichte
Am 17. März 1842 wurde die Frauenhilfsvereinigung in Nauvoo, Illinois gegründet. Unter den Anwesenden waren Joseph Smith und seine Frau Emma. Emma wurde zur ersten Präsidentin der Organisation gewählt. Die neue Organisation war so populär und wuchs so schnell, dass sie Schwierigkeiten hatten, ein geeignetes Haus zum Treffen zu finden. Im März des Jahres 1844 hatten sie schon 1331 Mitglieder. Das letzte aufgezeichnete Treffen in Nauvoo war am 16. März 1844.
Als Joseph Smith getötet wurde und die Mormonen aus Nauvoo flüchteten, gab es nur informelle Treffen der Frauenhilfsvereinigung.
Nach dem Exodus nach Utah rief Brigham Young öffentlich dazu auf, die Frauenhilfsvereinigung neu zu organisieren.
Im Jahre 1944 hatte die Frauenhilfsvereinigung schon 115.000 Mitglieder und im Jahre 1966 wuchs die Zahl auf 300.000 Mitglieder. Im Jahre 2009 hatte die Frauenhilfsvereinigung ungefähr 6 Millionen Mitglieder in über 170 Ländern und Territorien.
Heute kommt jede Frau nach ihrem 18ten Geburtstag automatisch in die Frauenhilfsvereinigung, und wenn sie schon vorher verheiratet sind, kommen sie noch eher in die Vereinigung. Zusätzlich kommen unverheiratete Teenager, die schwanger sind und das Kind behalten möchten, automatisch in die Vereinigung. Es gibt keine Gebühr oder Mitgliedszahlungen, wenn man der Vereinigung beitritt.

## Gebäude

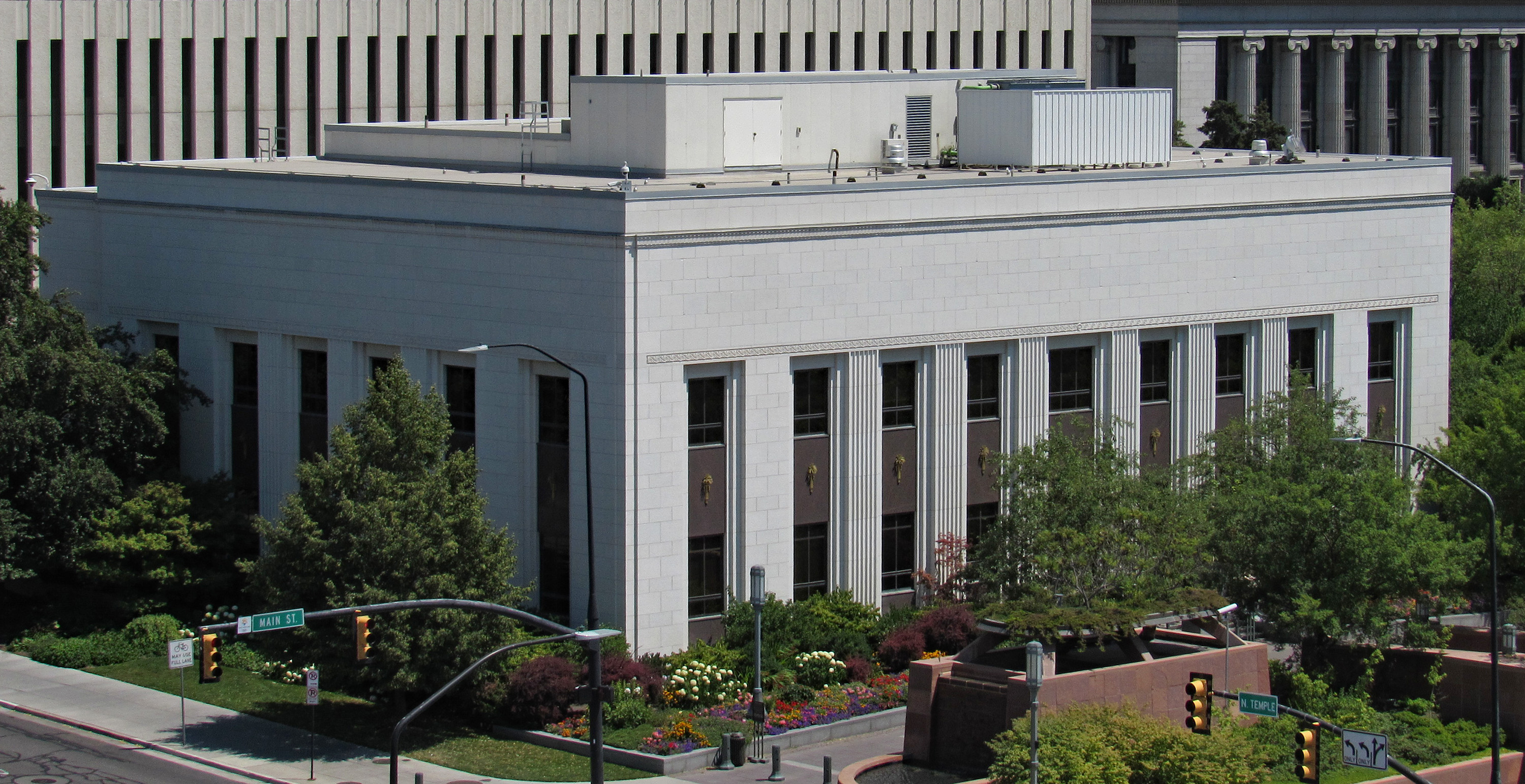
Das Gebäude der Frauenhilfsvereinigung in Salt Lake City

In Salt Lake City besitzt die Frauenhilfsvereinigung ein eigenes Gebäude, das getrennt von den anderen administrativen Gebäuden der HLT-Kirche ist. Sie ist aber die einzige Teilorganisation der Kirche, die ein Gebäude besitzt. Dieses Gebäude ist das nächste zum Salt-Lake-Tempel in der ganzen Stadt.

## Programme

### Besuchslehrerin
In jeder Gemeinde der HLT-Kirche wird jedem Mitglied der Frauenhilfsvereinigung eine Partnerin zugeteilt von der örtlichen Präsidentin der Vereinigung. Diese beiden sollen nun ein oder mehrere Mitglieder besuchen als Lehrerinnen. Besuchslehrerinnen versuchen monatlich Kontakt mit dem ihnen zugeteilten Mitglied zu haben; idealerweise im Haus des Mitglieds. Besuchslehrerinnen werden ermutigt, dem Mitglied zu dienen, bei dem sie eingeteilt wurden.

## Liste der Vorsitzenden
Dies ist eine Liste der Präsidentinnen und ihrer Ratgeberinnen. Die Liste beginnt mit der Gründung der Organisation und geht bis zur aktuellen Präsidentin.
| Num. | Zeitraum                  | Präsidentin          | Präsidentin | Erste Ratgeberin                                     | Erste Ratgeberin | Zweite Ratgeberin                                                                                              | Zweite Ratgeberin                      |
| ---- | ------------------------- | -------------------- | ----------- | ---------------------------------------------------- | ---------------- | --- | -------------------------------------- |
| 1    | 17.03.1842 – 1844         | Emma Hale Smith      |             | Sarah M. Cleveland                                   |                  | Elizabeth Ann Whitney                                                                                          |                                        |
| 2    | Dezember 1866 – 5.12.1887 | Eliza R. Snow        |             | Zina D. H. Young                                     |                  | Elizabeth Ann Whitney                                                                                          |                                        |
| 3    | 8.4.1888 – 28.8.1901      | Zina D. H. Young     |             | Jane S. Richards                                     |                  | Bathsheba W. Smith                                                                                             |                                        |
| 4    | 10.11.1901 – 20.9.1910    | Bathsheba W. Smith   |             | Annie Taylor Hyde (1901–09) Niemand (1909–10)        |                  | Ida Smoot Dusenberry                                                                                           |                                        |
| 5    | 3.10.1910 – 2.4.1921      | Emmeline B. Wells    |             | Clarissa S. Williams                                 |                  | Julina Lambson Smith                                                                                           |                                        |
| 6    | 2.4.1921 – 7.10.1928      | Clarissa S. Williams |             | Jennie B. Knight                                     |                  | Louise Y. Robison                                                                                              |                                        |
| 7    | 7.10.1928 – 31.12.1939    | Louise Y. Robison    |             | Amy B. Lyman                                         |                  | Julia A. Child (1928–35) Kate M. Barker (1935–39)                                                              | - Child - Barker                       |
| 8    | 1.1.1940 – 6.4.1945       | Amy B. Lyman         |             | Marcia K. Howells                                    |                  | Donna D. Sorensen (1940–42) Belle S. Spafford (1942–45)                                                        | - Sorensen - Spafford                  |
| 9    | 6.4.1945 – 3.10.1974      | Belle S. Spafford    |             | Marianne C. Sharp                                    |                  | Gertrude R. Garff (1945–47) Velma N. Simonsen (1947–56) Helen W. Anderson (1957–58) Louise W. Madsen (1958–74) | - Garff - Simonsen - Anderson - Madsen |
| 10   | 3.10.1974 – 7.4.1984      | Barbara B. Smith     |             | Janath R. Cannon (1974–78) Marian R. Boyer (1978–84) |                  | Marian R. Boyer (1974–78) Shirley W. Thomas (1978–83) Ann S. Reese (1983–84)                                   |                                        |
| 11   | 7.4.1984 – 31.3.1990      | Barbara W. Winder    |             | Joy F. Evans                                         |                  | Joanne B. Doxey                                                                                                |                                        |
| 12   | 31.3.1990 – 5.4.1997      | Elaine L. Jack       |             | Chieko N. Okazaki                                    |                  | Aileen H. Clyde                                                                                                |                                        |
| 13   | 5.4.1997 – 6.4.2002       | Mary Ellen W. Smoot  |             | Virginia U. Jensen                                   |                  | Sheri L. Dew                                                                                                   |                                        |
| 14   | 6.4.2002 – 31.3.2007      | Bonnie D. Parkin     |             | Kathleen H. Hughes                                   |                  | Anne C. Pingree                                                                                                |                                        |
| 15   | 31.3.2007 – 31.3.2012     | Julie B. Beck        |             | Silvia H. Allred                                     |                  | Barbara Thompson                                                                                               |                                        |
| 16   | 31.03.2012 – 1.4.2017     | Linda K. Burton      |             | Carole M. Stephens                                   |                  | Linda S. Reeves                                                                                                |                                        |
| 17   | 1.4.2017 –                | Jean B. Bingham      |             | Sharon Eubank                                        |                  | Reyna I. Aburto                                                                                                |                                        |